# Мухоловка екваторіальна
Мухоло́вка екваторіальна (Muscicapa comitata) — вид горобцеподібних птахів родини мухоловкових (Muscicapidae). Мешкає в Західній і Центральній Африці.

## Опис
Довжина птаха становить 12 см, вага 12-16 г. Забарвлення переважно сіре, горло дещо світліше, над очима світлі "брови".

## Підвиди
Виділяють три підвиди:
- M. c. aximensis (Sclater, WL, 1924) — від Сьєрра-Леоне до Нігерії;
- M. c. camerunensis (Reichenow, 1892) — гора Камерун;
- M. c. comitata (Cassin, 1857) — від Камеруну до заходу Південного Судану, Уганди, ДР Конго і Анголи.

## Поширення і екологія
Екваторіальні мухоловки мешкають в Сьєрра-Леоне, Гвінеї, Ліберії, Кот-д'Івуарі, Гані, Того, Нігерії, Камеруні, Центральноафриканській Республіці, Екваторіальній Гвінеї, Габоні, Республіці Конго, Демократичній Республіці Конго, Південному Судані, Уганді, Бурунді і Анголі. Вони живуть на узліссях вологих тропічних лісів, на галявинах, в рідколіссях і чагарникових заростях, на плантаціях і полях. Живляться комахами. Часто гніздяться у покинутих гніздах ткачиків.